# 16e Europese Filmprijzen
De 16e uitreiking van de Europese Filmprijzen, waarbij prijzen werden uitgereikt in verschillende categorieën voor Europese films, vond plaats op 6 december 2003 in de Duitse hoofdstad Berlijn.

## Nominaties en winnaars

### Beste film
- Good bye, Lenin!
  - Dirty Pretty Things
  - Dogville
  - In This World
  - My Life Without Me
  - Swimming Pool

### Beste regisseur
- Lars von Trier - Dogville
  - Wolfgang Becker - Good bye, Lenin!
  - Michael Winterbottom - In This World
  - Marco Tullio Giordana - La meglio gioventù
  - Isabel Coixet - My Life Without Me
  - Nuri Bilge Ceylan - Uzak

### Beste acteur
- Daniel Brühl - Good bye, Lenin!
  - Chiwetel Ejiofor - Dirty Pretty Things
  - Jean Rochefort - L'homme du train
  - Luigi Lo Cascio - La meglio gioventù
  - Tómas Lemarquis - Nói Albínói
  - Bruno Todeschini - Son frère

### Beste actrice
- Charlotte Rampling - Swimming Pool
  - Helen Mirren - Calendar Girls
  - Katrin Saß - Good bye, Lenin!
  - Diana Dumbrava - Maria
  - Anne Reid - The Mother
  - Katja Riemann - Rosenstraße

### Beste scenario
- Bernd Lichtenberg - Good bye, Lenin!
  - Steven Knight - Dirty Pretty Things
  - Lars von Trier - Dogville
  - Sandro Petraglia & Stefano Rulli - La meglio gioventù
  - Hanif Kureishi - The Mother
  - Dusan Kovacevic - Profesionalac

### Beste cinematografie
- Anthony Dod Mantle - Dogville & 28 Days Later
  - Chris Menges - Dirty Pretty Things
  - Marcel Zyskind - In This World
  - Italo Petriccione - Io non ho paura
  - Bogumil Godfrejow - Lichter
  - Tom Fährmann - Das Wunder von Bern

### Beste documentaire
- S-21, la machine de mort Khmère rouge
  - Chia e tazi pesen?
  - The Day I Will Never Forget
  - Essen, schlafen, keine Frauen
  - De Fem benspænd
  - Die Geschichte vom weinenden Kamel
  - L'odyssée de l'espèce
  - Tishe!

### Niet-Europese film
- Les Invasions barbares
  - 21 Grams
  - Spring, Summer, Fall, Winter... and Spring
  - Finding Nemo
  - Kill Bill vol. 1
  - Lost in Translation
  - Mystic River
  - Zatōichi